# Fraunhofer-féle vonalak
A Fraunhofer-féle vonalak a Nap színképében található sötét vonalak.
Bár néhányukat először William Hyde Wollaston (1766–1828) angol kémikus vette észre 1802-ben, 1814-ben, tőle függetlenül Joseph von Fraunhofer (1787–1826) német tudós jóval részletesebben figyelte meg őket. Kísérleti eredményeit Fraunhofer publikálta is, ezért a vonalak róla kapták a nevüket. Fraunhofer 574 vonalat írt le, és közülük a különösen intenzíveket betűkkel jelölte meg. Ez a felfedezése tette lehetővé a színképelemzés vizsgálati módszerének kialakulását.

Fraunhofer-féle vonalak a Nap színképében

## A jelenség magyarázata
Az atommagok körül elhelyezkedő elektronok energiaszintjei kvantáltak. Az alapállapotú atom csak két energiaszint közötti különbségnek megfelelő energiaadagot képes felvenni. Egy ilyen energiacsomag elnyelése után az atom magasabb energiájú, ún. gerjesztett állapotba kerül. A zömmel alapállapotú gázatomok a fehér fényből csak azokat a fotonokat nyelik el, amelyeknek energiája éppen megfelel valamely két energiaszint különbségének. A rendszert megvilágító fényből az elnyelődés után az ilyen hullámhosszú vonalak hiányoznak, és helyükön sötét, ún. abszorpciós vonalak jelennek meg. Ezeknek a sötét vonalaknak a helye, azaz a hullámhossza jellemző az elnyelő közeg anyagára, ezért az abszorpciós színkép alapján meghatározható annak összetétele. Ilyen színképvizsgálattal mutatta ki Cecilia Payne, hogy a Nap légköre (a kromoszféra) túlnyomórészt hidrogénből áll.